# ARMEX ENERGY
ARMEX ENERGY a.s. je česká společnost zabývající se prodejem elektřiny a plynu. Je to dodavatel energií v České republice, který k roku 2020 dodává elektřinu a plyn více než 55 tisícům zákazníků. V roce 2019 byla společnost ARMEX ENERGY 4. nejrychleji rostoucím dodavatelem plynu v České republice. Je podstatnou součástí skupiny ARMEX.

## Historie společnosti
Společnost ARMEX ENERGY byla založena v roce 2005 jako rozšíření oblasti podnikání skupiny ARMEX. Ve stejném roce získala svého prvního zákazníka s odběrem elektřiny. V roce 2006 zahájila provoz vlastní lokální distribuční soustavy a v roce 2011 začala dodávat také zemní plyn.[zdroj⁠?!]
Od roku 2013 sídlí centrála ARMEX ENERGY v prostorách v Děčíně. V roce 2015 společnost navázala partnerství s basketbalovým klubem BK Děčín a zároveň začala podporovat Ústeckou komunitní nadaci.[zdroj⁠?!]
V roce 2018 ARMEX ENERGY kapitálově vstoupila do společnosti CUP Kominictví. O dva roky později zákazníci začali podepisovat smlouvy on-line, ARMEX ENERGY se podílela na výstavbě LiveCentra v Děčíně a umístila se na 3.–4. místě v anketě Nejférovější dodavatel roku.[zdroj⁠?!]
V květnu 2020 se ARMEX ENERGY rozrostla o dceřinou společnost Kolibřík Energie a.s. Ta ukončila činnost v říjnu 2021 a přestala tak plnit uzavřené smlouvy a dodávat energie svým klientům. Ve stejnou dobu Armex Energy hromadně převáděla své zákazníky z tarifů s fixními cenami na spotové, za což dostala v roce 2024 rekordní pokutu od Energetického regulačního úřadu.
V roce 2023 se ARMEX ENERGY zařadila mezi TOP 10 dodavatelů energií v České republice.[zdroj⁠?!]

### Vývoj obratu společnosti
| Rok  | Obrat v mil. Kč |
| ---- | --------------- |
| 2013 | 1 194           |
| 2014 | 1 286           |
| 2015 | 1 437           |
| 2016 | 1 506           |
| 2017 | 1 523           |

## Charitativní činnost a sponzoring
ARMEX ENERGY ve spolupráci s Ústeckou komunitní nadací v rámci svého dárcovského fondu každoročně daruje 100 tisíc korun na podporu a vzdělání dětí a mladých lidí, kterým nepříznivé životní podmínky ztěžují optimální všestranný osobní rozvoj a znevýhodňují je v přístupu ke kvalitnímu vzdělání.
Skupina ARMEX se zaměřuje na sponzoring a podporu především lokálních institucí, spolků a sportovních týmů. Sponzoruje například Městské divadlo v Děčíně, ze sportovního odvětví pak boxerský klub BC ARMEX Děčín či hokejový klub HC Grizzly Děčín. V roce 2015 se stala generálním partnerem ligového basketbalového týmu BK ARMEX Děčín. Dále skupina podporuje malířskou tvorbu handicapovaných umělců P+P postižení postiženým, jež si pod svou záštitu vzala mecenáška a sběratelka umění Meda Mládková.

## Nekalé obchodní praktiky
Energetický regulační úřad v rámci dozorové činnosti uznal ARMEX ENERGY v roce 2023 vinnou ze spáchání přestupků proti zákonu o ochraně spotřebitele a energetickému zákonu. Firma zneužívala svého postavení proti spotřebitelům a opakovaně praktikovala nekalé obchodní praktiky spočívající v jednostranné změně fixní ceny a požadování plateb za sdružené služby dodávky energií, přestože si je od ní spotřebitelé neobjednali. Rozhodnutí ERÚ nabylo právní moci v roce 2024, přičemž udělená pokuta ve výši 4,8 mil. Kč představuje historicky nejvyšší peněžní správní trest za protispotřebitelské jednání udělený tímto úřadem.

## Organizace a sdružení
Společnost ARMEX ENERGY je signatářem Deklarace účastníků trhu s elektřinou a plynem na ochranu spotřebitelů, kterou inicioval Svaz obchodu a cestovního ruchu (SOCR) a jejímž cílem je boj proti energetickým šmejdům. Obchodníci s elektřinou a plynem se podpisem zavazují dodržovat pravidla, která by měla zákazníkům usnadnit změnu dodavatele. Některé body deklarace se rovněž vztahují k chování zprostředkovatelů (včetně aukcí).

## Ocenění
V průzkumu Nejférovější dodavatel roku 2020  od agentury STEM/MARK se ARMEX ENERGY umístil na 3.–5. místě (96 bodů ze 138 možných).